# Luxembourg
 For alternative betydninger, se Luxembourg (flertydig). (Se også artikler, som begynder med Luxembourg)
Luxembourg, officielt Storhertugdømmet Luxembourg (letzeburgsk: Groussherzogtum Lëtzebuerg, fransk: Grand-Duché de Luxembourg, tysk: Großherzogtum Luxemburg), er en indlandsstat i Vesteuropa. Det grænser til Belgien mod nord og vest, Tyskland mod øst og Frankrig i syd. Luxembourg har et indbyggertal på 626.108  og et areal på 2.586 kvadratkilometer, hvilket gør den til en af de mindste suveræne stater i Europa. Det er også det eneste storhertugdømme i verden.
Officielle sprog er i dag fransk, letzeburgsk og tysk.Indtil 1945 var tysk det eneste officielle sprog, men ved 2. Verdenskrigs afslutning blev også fransk et officielt sprog. Fra 1984 blev det lokale sprog, letzeburgsk, et officielt sprog, og der blev nu lavet et officielt skriftsprog til det, der hidtil var betegnet som en tysk dialekt. I grundskolen (bh.-6. klasse) tales letzeburgsk og skrives tysk, mens der traditionelt er mange gymnasieskoler (7.-12. klasse), hvor undervisningen foregår på fransk.

## Forfatning
Luxembourg er et konstitutionelt monarki. Den udøvende magt ligger hos storhertugen og regeringen, den lovgivende magt hos Deputeretkammeret.
 Et statsråd med 21 medlemmer, sammensat af repræsentanter fra forskellige sektorer af samfundet og udpeget af storhertugen, fungerer som rådgivende organ. Statsrådets udtalelser skal indhentes af Parlamentet ved udarbejdelse af lovforslag.

## Historie
Luxembourgs historie er i stor grad knyttet til historien om staterne, der omgiver landet, og deres skiftende dynastier. Over tid er Luxembourgs landområder blevet reduceret, mens dets politiske uafhængighed gradvist er blevet styrket.
De første skriftlige beretninger fra det område, som i dag udgør Luxembourg, er kendt allerede fra Cæsar. Det er imidlertid normalt at regne starten på Luxembourgs historie til år 963. I de følge fem århundrede var det Huset Luxembourg, som havde magten i landet. Da denne slægt døde ud, forsvandt også Luxembourgs uafhængighed i højmiddelalderen. Efter en tid under Hertugdømmet Burgund igennem 1300- og 1400-tallet kom Luxembourg under Huset Habsburg i 1477.
Efter Firsårskrigen blev Luxembourg en del af de spanske Nederlande, og derefter kom det i 1713 videre til den østrigske del af Habsburg-dynastiet. Under den franske revolution blev landet besat. 
Det blev gennem Paris-traktaten af 1815 omformet til et formelt uafhængigt storhertugdømme i personalunion med Kongeriget Nederlandene under Vilhelm 1. af Nederlandene. Traktaten delte også Luxembourg, noget som tidligere var sket i 1659, og som igen skete i 1839. Selv om disse traktater reducerede Luxembourgs landområder, øgede det også Luxembourgs uafhængighed, noget som blev bekræftet under Luxembourg-krisen i 1867. Luxembourg fortsatte i personalunionen frem til 1890, da Nederlandene fik en kvindelig tronfølger, hvilket ikke var foreneligt med Luxembourgs grundlov. Herefter arvede Adolf af Nassau positionen som storhertug.
I de følgende årtier blev Luxembourg tysk interesseområde, specielt efter at Luxembourg fik sit eget monarki i 1890. Under 1. verdenskrig blev landet besat af Tyskland fra 1914 til 1918 og på ny igen under 2. verdenskrig fra 1940 til 1944. Siden den sidste verdenskrig har Luxembourg med sin strategiske placering mellem store økonomier udviklet sig til at blive et af verdens rigeste lande med en hurtigt voksende økonomi, politisk stabilitet og tæt deltagelse i den europæiske integration gennem EU.

### Landets delinger
Tidligere havde Luxembourg et betydeligt større areal end i dag. Siden 1650 er landet blevet delt tre gange. 
Første deling fandt sted ved Pyrenæerfreden i 1659. Her fik Frankrig de sydlige dele af landet.
Anden deling fandt sted på Wienerkongressen i 1815. Her fik den preussiske Rhinprovins store landområder mod nordøst og mindre områder mod øst, mens Holland fik mindre områder mod nord. Endelig fik Frankrig et lille område mod sydvest. 
Tredje deling fandt sted i 1839. Her fik Belgien de vestlige to tredjedele af Luxembourg.

## Geografi
Terrænet er i nord et op til 500 m højt plateauland bestående af devonskifer, som er dybt nedskåret af floder og dækket af skov. Det tætbefolkede Gutland mod syd udgør en del af terrasselandet til Lorraine. Der er tempereret fastlandsklima, og den naturlige plantevækst er løvskov med bøg og eg.

Der er fortrinsvis landbrug i Moseldalen, hvor der dyrkes korn, kirsebær, blommer, nødder og vin. Luxembourg er økonomisk domineret af metal-, cement- og gummiindustri samt handel.

## Administrativ inddeling
Landet er opdelt i tre distrikter (Diekirch, Grevenmacher og Luxembourg) med tolv kantoner og 102 kommuner (1. januar 2018). 12 af dem har status af by. Kommunerne er uafhængige organer, som er underkastet lovpligtig kontrol af den af storhertugen udnævnte distriktskommissær.
Byen Luxembourg er hovedstad i storhertugdømmet og sæde for regeringen. Byen har udviklet sig til et af de finansielle centre i Europa: byen har 161 banker, heraf 48 tyske.

## Indenrigspolitisk situation
De 60 mandater i Parlamentet er efter valget 8.3 2023 fordelt på
- Kristelig-sociale parti (CSV) 21
- Socialdemokratiet (LSAP) 12
- Demokratiske parti (DP) (liberal) 14
- De Grønne (déi Gréng) 4
- Højrefløjsparti (ADR) 5
- Venstrepartiet (deí Lenk, socialistisk) 2
- Piratpartiet (Piraten) 2

Luxembourg er præget af stor politisk stabilitet. Der har været borgerlig ledelse siden indførelse af parlamentarisk demokrati indtil i 2013 hvor midterpartiet DP vandt valget og deres formand  Xavier Bettel efterfulgte Jean-Claude Juncker på posten som premierminister.
Ved valget i 2023 genvandt CSV magten og deres formand Luc Frieden (en) overtog posten som premierminister. DP indgik dog i regeringskoalition med CSV og Xavier Bettel blev udnævnt som udenrigsminister.

## Demografi
Af landets 672.050 indbyggere (Eurostat 2024) bor ca. 134.700 i selve Luxembourg By. 47.3%(2024) af landets indbyggere er udenlandske statsborgere, mens 52.1%(2024) regnes for at være etniske luxembourgske statsborgere. I Luxembourg by (kommune) er der et flertal af udlændinge på ca. 70,8% (2024). Det gør Luxembourg til det land i EU med det højeste antal bosiddende udlændinge.

## Økonomi
Luxembourg er et velfærdssamfund med udstrakte, forsikringsfinansierede sociale ydelser.
Løn- og pensionsniveauet i Luxembourg er højt, og der er ikke store sociale forskelle i landet. Levestandarden er blandt de højeste i verden. Økonomisk vækst i 2006 på 6,2% og inflation på 2,7%. En statsgæld på 6,0% af BNP (2005), hvoraf praktisk taget ingen til udlandet (EUR 30 mio. i 2005.).
Arbejdsløshed på 4,1% af den erhvervsaktive del af befolkningen.
Finanssektoren er den væsentligste forudsætning for landets velfærd. I nogen omfang transport- og kommunikationssektoren. Der er et stort importoverskud på varehandelen, med samhandlen med omverdenen koncentreret på Belgien, Tyskland og Frankrig. Overskud på betalingsbalance på grund af stort overskud på tjenesteydelsesbalancen. Luxembourg har en stor variation inden for finanssektoren, og i mindre grad inden for erhvervslivet som helhed.

## Turisme
En af de store attraktioner er naturen i La Petite Suisse omkring Grundhof og Berdorf med dybe slugter og store klipper. Vianden og Esch-sur-Sûre er også populære udflugtsmål.

## Transport og infrastruktur
Der er cirka 146 km motorvej i Luxembourg. Flest i den sydlige del af landet, med centrum omkring Luxembourg by. Hovedvejene binder de større byer sammen. Der er en stor international lufthavn i Luxembourg. Der er få andre flyvepladser. Havne er der relativt få af i Luxembourg. I den østlige del af landet samt ved floden Sûre findes der små lystbådehavne. Togene udgør en væsentlig del af den offentlige transport i landet og rutenettet er veludbygget. Den største station er Luxembourgs hovedbanegård.
Luxembourg har som det eneste land i verden gratis offentligt transport, som både gælder bus, tog og tram. Hvis man rejser med tog til de omkring liggende lande, så koster det dog penge.